# VHK Vsetín
Le VHK Vsetín est un club de hockey sur glace de Vsetín en République tchèque.

## Histoire
Le hockey fait son apparition au début du XXe siècle dans la ville de Vsetín  mais la création du SK Vsetín date de 1934. Malgré tout, la première équipe participe officiellement à son premier championnat en 1938. Du temps du championnat de Tchécoslovaquie, l'équipe n'accède jamais à la division Élite et il faut attendre le 1er janvier 1993 et la partition du pays pour voir l'équipe attirer des capitaux et des sponsors.
En 1993-1994, le club finit à la première place de la 1.liga, seconde division tchèque et accède à la ligue élite de République tchèque, l'Extraliga. Le club change de nom pour l'occasion et prend celui du HC Dadák Vsetín.
L'équipe va alors remporter cinq titres consécutifs de champion de l'Extraliga. En 2000, le HC Sparta Prague remporte le titre mais Vsetín gagne son sixième titre en 2001. En avril 2001, le sponsor principal Roman Zubík est arrêté et le club s'écroule alors en finissant à la neuvième place. Un nouveau sponsor arrive au club en 2004 mais en 2006-2007, le club finit à la dernière place du championnat. Le club connaît des difficultés financières et ne participe à aucune compétition en 2007-2008.

### Appellation
Les différents noms portés par l'équipe sont les suivants :
- SK Vsetín,
- Sokol Vsetín,
- Sokol Dynamo Vsetín,
- HC Zbrojovka Vsetín,
- 1994 - HC Dadák Vsetín,
- 1995 - HC Petra Vsetín,
- 1998 - HC Slovnaft Vsetín,
- 2001 - HC Vsetín,
- 2003 - Vsetínská hokejová a.s.
- 2008 - Valašský hokejový klub (VHK)

### Palmarès
- Champion de l'Extraliga tchèque : 1995, 1996, 1997, 1998, 1999 et 2001